# Orpesa
Orpesa (castellà: Oropesa del Mar, oficialment Orpesa/Oropesa del Mar) és un municipi del País Valencià situat a la comarca de la Plana Alta. Situat a la plana litoral de la comarca, té 10.787 habitants (INE 2010).

## Geografia
Bona part del terme d'Orpesa fita amb la mar Mediterrània, i per això el municipi compta amb nombroses platges i cales. A l'interior hi ha la Serra d'Orpesa, que disposa d'una xàrcia de senders, des d'on s'albiren els camps de tarongers en un primer pla i la mar al fons. Hi destaquen la muntanya del Bovalar, que cau sobre el mar i el port esportiu. Des del lloc anomenat el Mirador es pot divisar en l'horitzó el parc natural de les Illes Columbretes.
Per carretera es pot accedir a Orpesa a través de la N-340 i l'AP-7 (eixida 45). També compta amb accés ferroviari, a través de l'Estació d'Orpesa (RENFE).
Limita amb Cabanes i Benicàssim.

### Platges
- Platja de les Amplàries
- Platja de Morro de Gos
- Platja de la Conxa
- Platgetes de Bellver

### Nuclis de població
- Orpesa
- Les Amplàries
- El Balcó
- La Platja
- Les Platgetes de Bellver
- El casc antic
- El nucli urbà

## Història

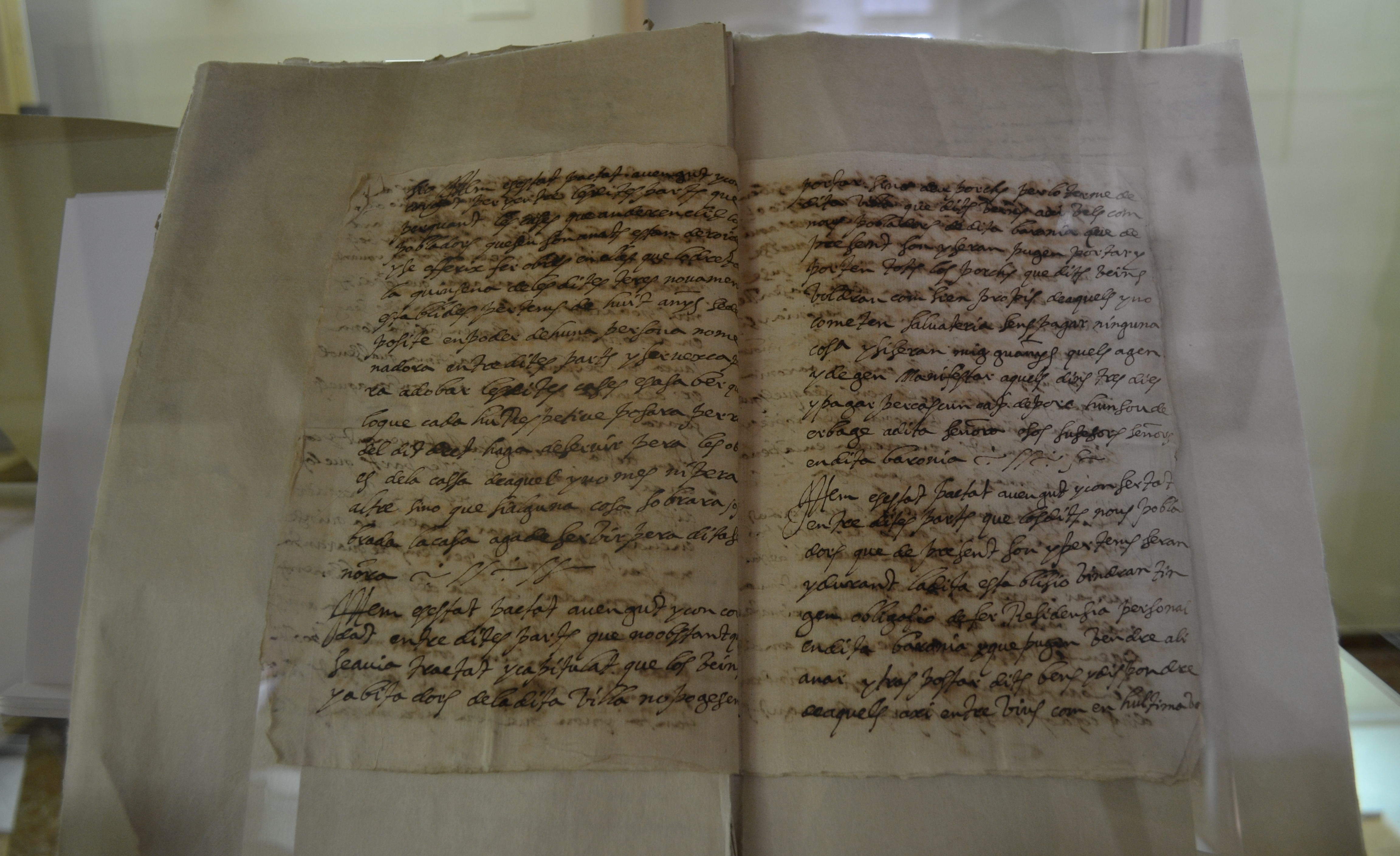
Carta pobla d'Orpesa (1611)

Al llarg de la història, Orpesa, amb la seua situació estratègica, ha constituït un focus d'atracció per a moltes cultures. Al lloc d'Orpesa la Vella, entre el port i la platja de la Conxa, s'ha localitzat un jaciment arqueològic de l'edat del bronze de gran importància, que té continuïtat durant l'edat del ferro (període ibèric).
Abans de la conquesta, l'any 1149, va ser lliurada en donació a l'Orde de Sant Joan de l'Hospital. En 1233, Jaume I va conquistar el seu castell que corona la part alta de la pintoresca població. En 1259 va passar a les mans de Ferran Pérez de Pina, en la família del qual es manté fins al final de segle. En 1296 passa a pertànyer a Berenguer Dalmau, de qui l'hereta el seu fill Guillem. Cap a 1330 va passar a Guillem Jàver, i l'any 1350 n'era senyor Pere de Tous, i el títol va pertànyer a la seua família fins al final del segle xv. En 1497 va ser comprada per Joan de Cervelló i la van heretar els seus fills. En 1589, se li va atorgar carta de poblament per a millorar la situació dels veïns, i una de nova en 1609. En 1654 Gerard de Cervelló obté de Felip IV de Castella el títol de comte de Cervelló, títol al qual s'atorgà la categoria de Gran d'Espanya en 1727. Per matrimoni, va passar en 1821 als comtes de Fernán-Núñez.
Orpesa, poblada per cristians, va ser objecte d'atacs sovintejats de pirates berberiscos; per això en el segle xvi s'hi va construir la Torre del Rei, que permetia vigilar la costa. Durant la guerra de les Germanies, a Orpesa va ser derrotat l'exèrcit d'Estellés pel duc de Sogorb. L'octubre de 1811 la població mantingué una forta resistència contra la brigada de l'exèrcit francés, comandada pel mariscal Suchet, i el castell hi va quedar destruït.

## Demografia
Durant els segles xix i xx la seua població va experimentar un continu creixement, passant de 856 habitants el 1900 a 2.671 el 1994. El desenvolupament del sector turístic li va donar un fort impuls demogràfic durant la primera dècada del segle xxi, especialment amb la construcció del macrocomplex turístic Marina d'Or.
| Població | 295 | 622 | 578 | 833 | 894 | 999 | 1.000 | 1.101 | 1.189 | 1.168 | 1.529 | 1.754 | 2.319 | 2.578 | 4.287 | 8.527 | 10.787 |

## Economia
Entre la serra i el litoral s'obre una franja de terres conreades ocupades per tarongers i hortalisses. En les zones de secà hi abunden l'ametller, l'olivera i la vinya dels raïms de la qual se n'obté vi moscatell.
Destaca el secror turístic en el municipi.

## Monuments

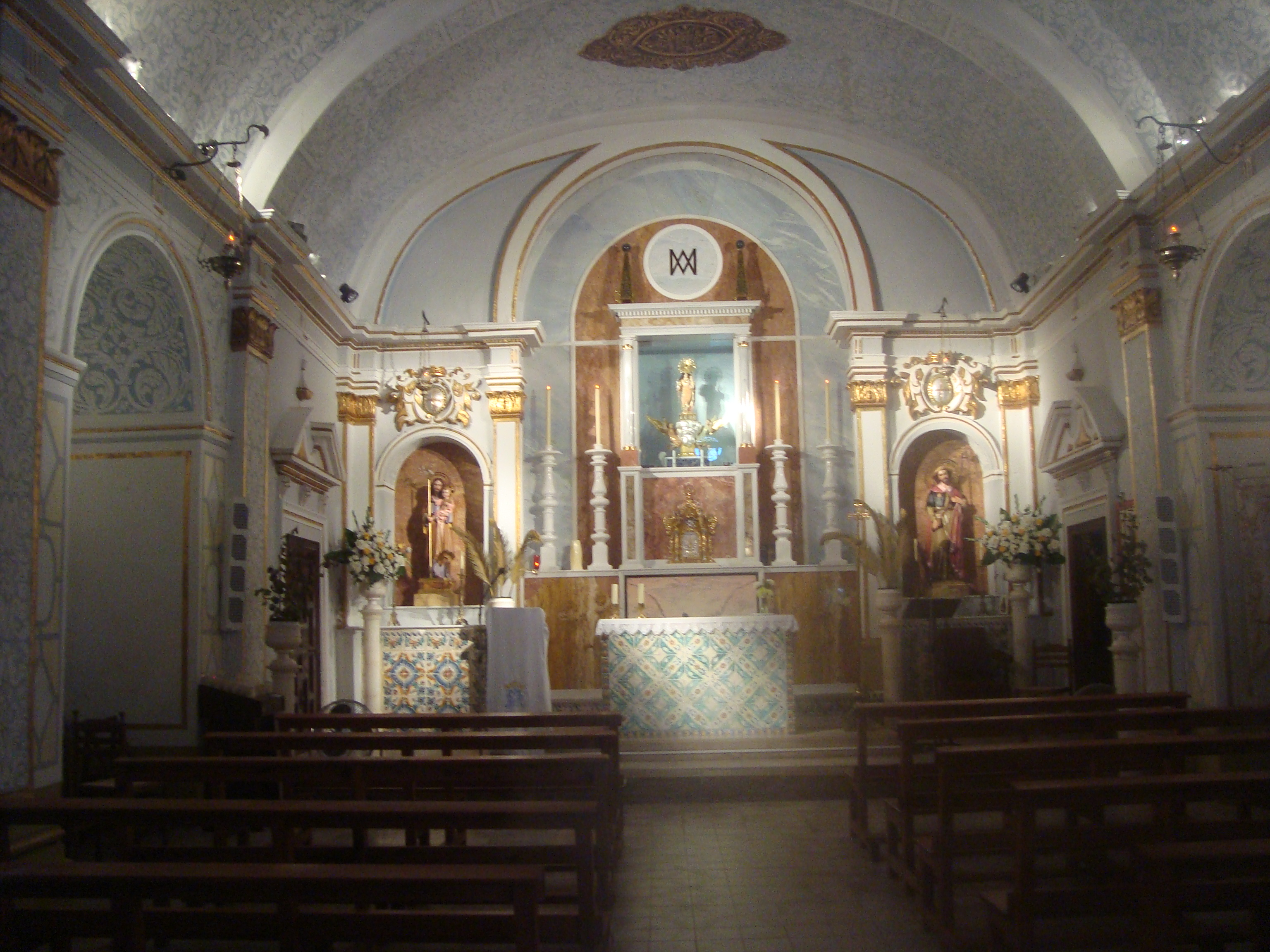
Capella de Ntra. Sra. de la Paciencia d'Orpesa

- Capella de Ntra. Sra. de la Paciencia d'OrpesaEsglésia de la Mare de Déu de la Paciència. En el seu interior es conserven mostres de taulells del segle xviii i una imatge del segle xvi de la Patrona.
- Barri antic. Traçat medieval de carrers estrets i costeruts, racons pintorescos i muralles.
- Orpesa Vella. Ruïnes dels primers assentaments humans: ibers, romans i musulmans, com a lloc estratègic de les seues rutes comercials.

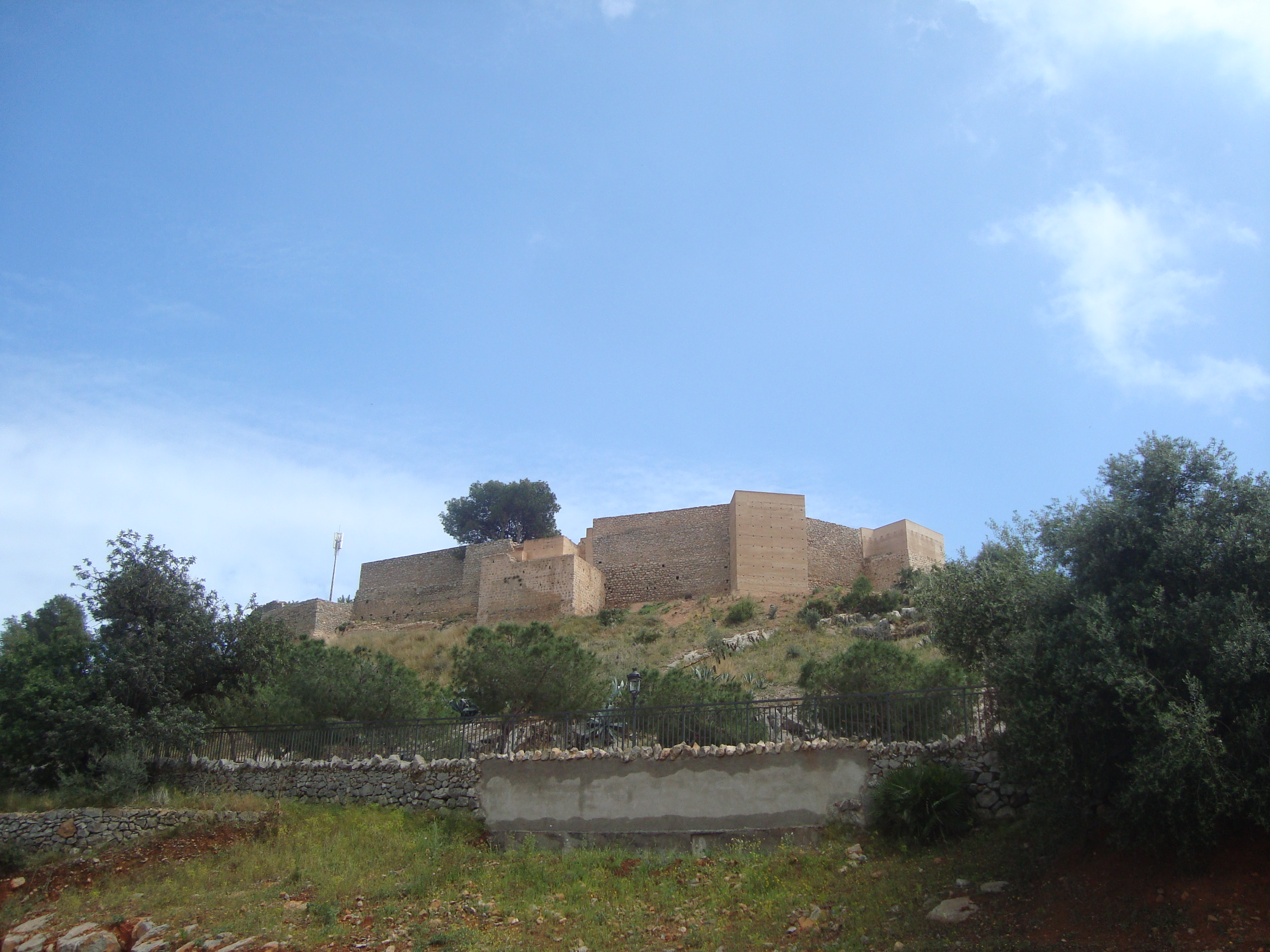
Castell d'Orpesa

- Castell d'OrpesaRuïnes del Castell Àrab. D'origen musulmà, està situat a la part alta del nucli antic i dominava la ciutat. Va ser conquistat pel Cid (1090) més tard pel rei Jaume I (1233). Des del castell es veuen magnífiques vistes de la vila.

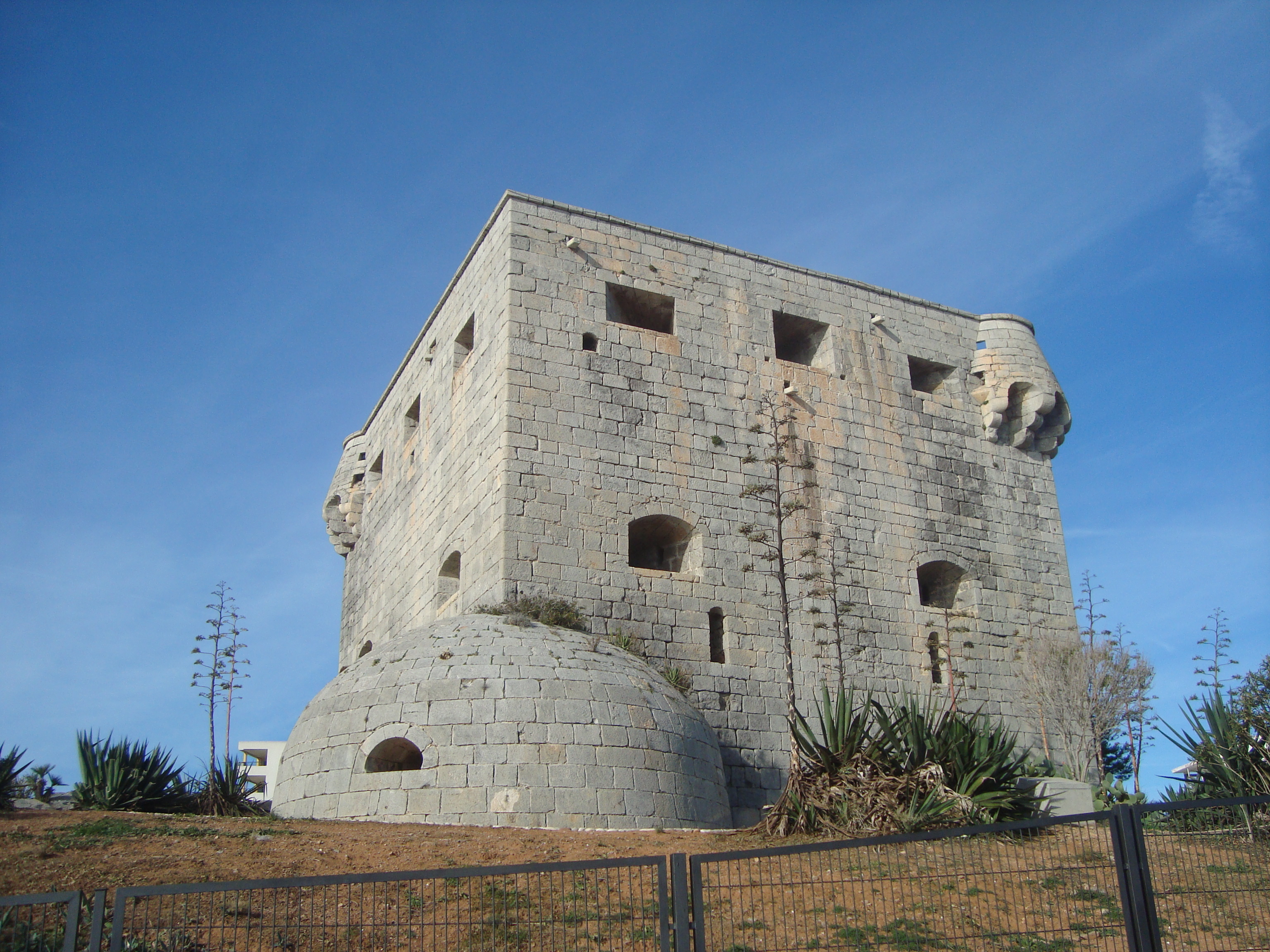
Torre del Rei, Orpesa

- Plaça de Bous d'OrpesaTorre del Rei, OrpesaTorre del Rei. És un dels edificis més emblemàtics d'Orpesa. Ferran I d'Antequera la va fer construir en 1413 per a la defensa dels atacs pirates. Més tard, en 1564, la va comprar Felip II, el rei a qui fa referència el seu nom actual.

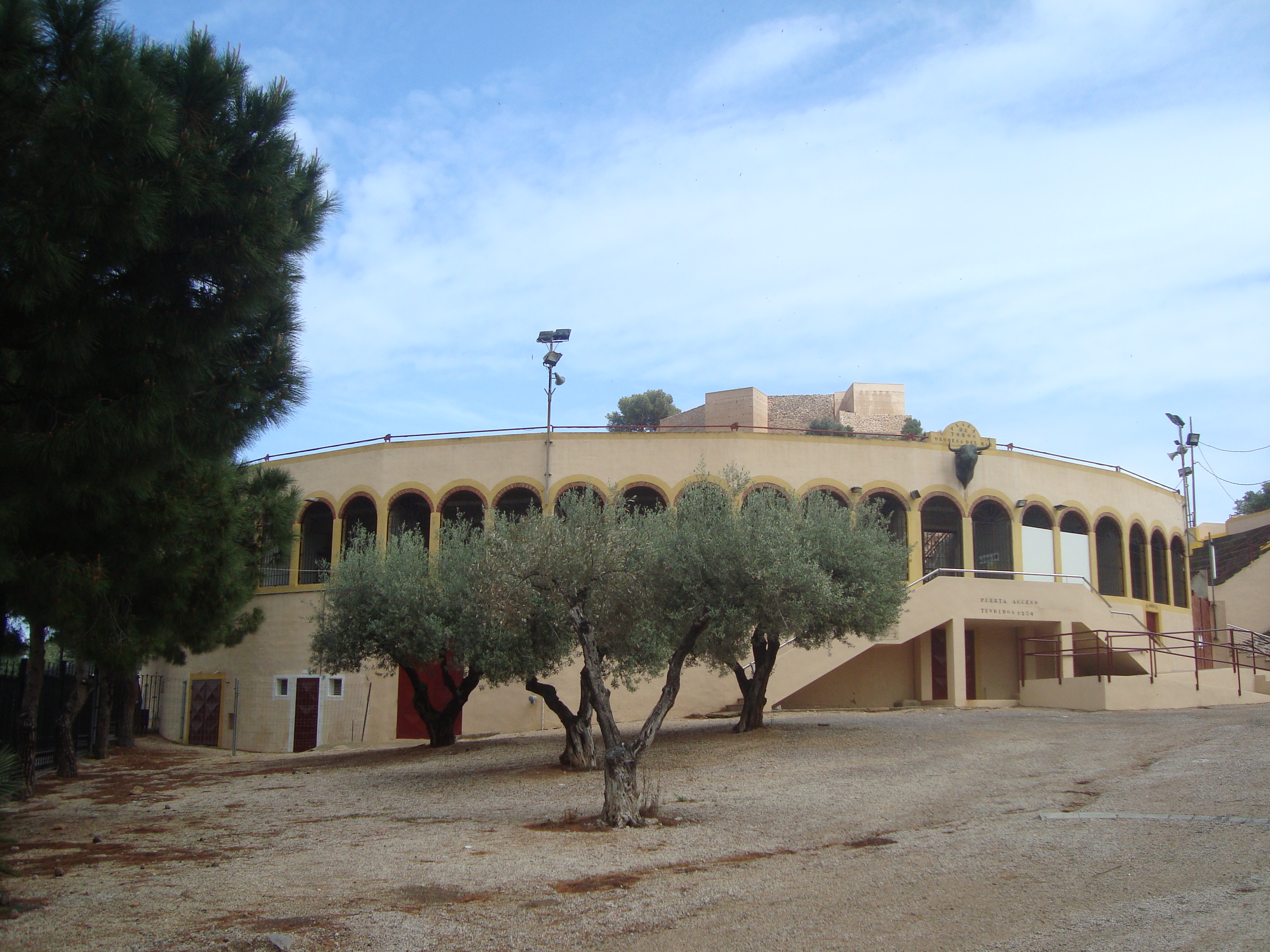
Plaça de Bous d'Orpesa

- Torre de la Corda i Torre de la Colomera. Són torres defensives costaneres del segle xvi situades a prop de la platja de la Renegà.

## Llocs d'interés

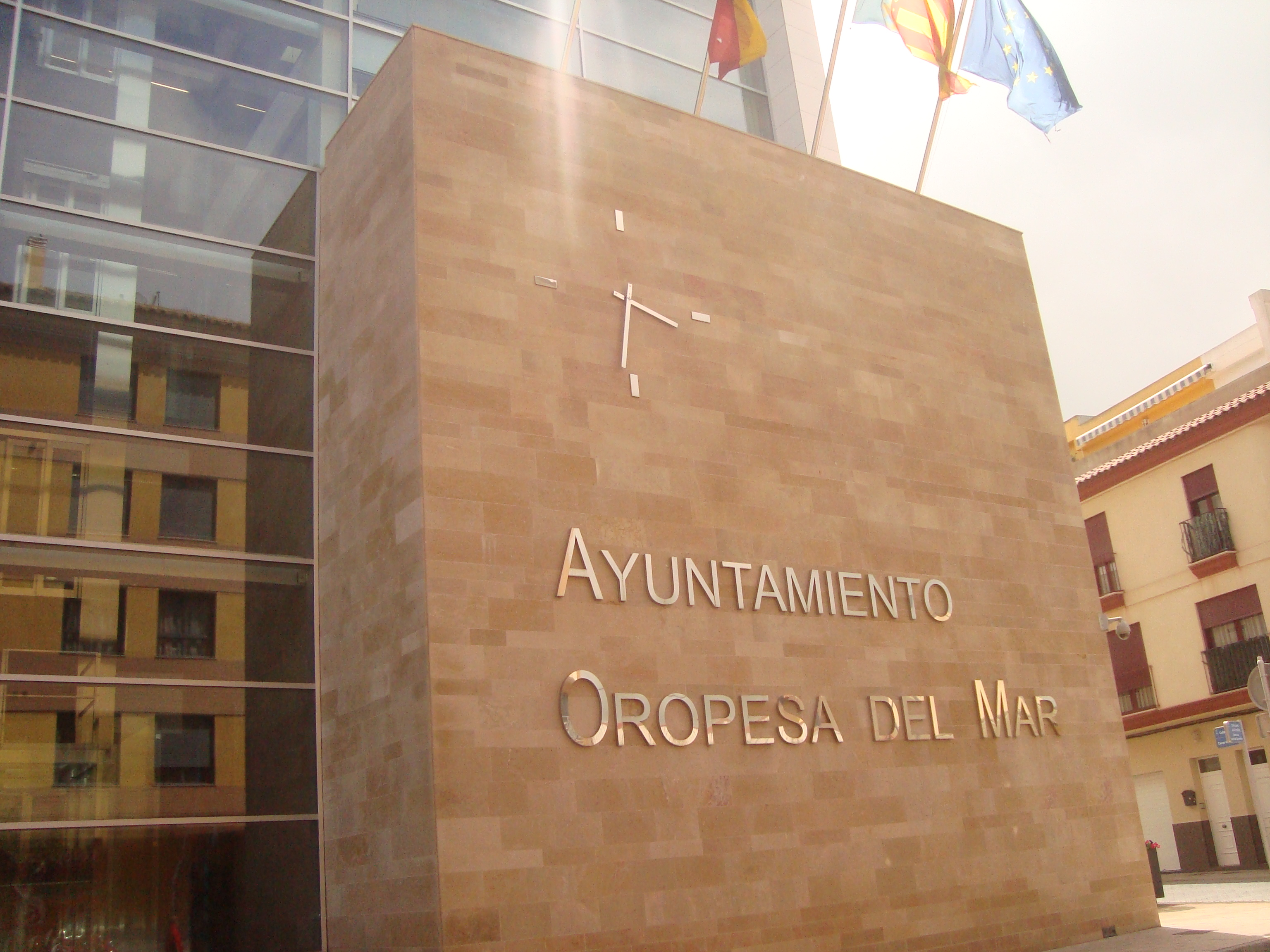
Ajuntament d'Orpesa

- Ajuntament d'OrpesaEl Bobalar. Situat en la part de dalt del port esportiu, posseïx un mirador des d'on es poden observar, si les condicions climatològiques no ho impedixen, el paratge natural de Les Illes Columbretes.
- La Renegà. Paratge situat al sud de la població, amb cales, penya-segats i molta vegetació autòctona com el pi i el margalló.
- Serra d'Orpesa. Per la serra d'Orpesa, que té una vegetació mediterrània variada, hi passen diferents rutes de senderisme.
- Torre de la Colomera. Petita reserva de flora.

## Cultura

### Museus
- Museu del Ferro. Alberga més de 500 peces que permeten resseguir la història del treball del ferro dels últims 2600 anys. Se centra en els reixats, encara que també s'exposen panys, joies, objectes d'ús domèstic, dibuixos, gravats i llibres.
- Museu del Naip.
- Naturhiscope (centre d'interpretació). És un centre d'interpretació multimèdia on mitjançant sons, imatges en moviment i fotografies s'hi explica l'evolució històrica de la vila i la riquesa del seu entorn natural. Té quatre plantes: a la primera planta hi ha la Sala del Mediterrani, on es projecta un àudio-visual sobre la mar Mediterrània i diferents cultures que han nascut i viscut a la seua riba; a la segona planta hi ha la Sala dels Valors, on valors intangibles són recollits en formes tangibles mitjançant gravacions de testimoniatges orals de gent major d'Orpesa, audiovisuals i fotografies. A la tercera planta hi ha la Sala de la Memòria i els Somnis, on el pas de l'agricultura al turisme com a base econòmica de la vila és exposat en panells fotogràfics. Finalment, la terrassa és un mirador amb vistes panoràmiques sobre la vila.[3]

### Actes culturals
- Certamen d'Escultura a l'aire lliure. Cada any es fa un concurs d'escultura en el qual hi ha molts participants. Les escultures que s'hi presenten són exposades i la guanyadora se situa en un lloc de la localitat ja triat prèviament.
- Concentració de Motos i Vehicles Clàssics, el primer diumenge d'octubre. S'hi troben més d'un centenar de participants i inclou un concurs i un dinar de germanor.
- Trobada d'oficis artesanals Vila d'Orpesa, el darrer cap de setmana de juny. S'hi mostren diferents oficis i arts als quals s'havien dedicat antigament els orpesins. També hi ha una demostració de balls típics regionals.
- Orfim (Festival Internacional de Música Clàssica) a l'agost.
- Orpesa Beach Festival. Festival de música pop-rock en la cala del Rector.
- Recorregut Poètic. Cada nit de dimarts dels mesos d'estiu (juliol i agost), el nucli antic esdevé l'escenari d'un recital poètic en el qual pot participar tothom qui vulgui.
- Festival Internacional de titelles Titelles a la Mar.

## Festes i celebracions
- Sant Antoni Abat.

Se celebra el primer dissabte després de Sant Antoni o el mateix dia si s'escau un dissabte. Als veïns que li n'han demanat permís per a fer una foguera davant de ca seua, l'Ajuntament els du a la porta de casa una pila de llenya i terra per a fer-ne un llit sota la llenya que protegisca l'asfalt de la calçada. En les brases d'eixes fogueres s'hi sol rostir la carn del sopar i quan ja és de nit es fa la benedicció d'animals. En acabat, animals i amos desfilen juntament amb veïns disfressats que recullen el prim i la coqueta tradicionals. Les disfresses opten a premis. La nit acaba amb revetlla.
L'endemà al matí hi ha una correguda de cavalls per la platja de Morro de Gos fins al començament del passeig marítim i, a la vesprada, jocs per als xiquets.
- La foguera de Sant Joan.

Se celebra la nit del 23 al 24 de juny. El seu principal al·licient és el correfoc, el lliurament de coca i mistela i la cremà de la foguera de llenya arran de mar i la revetlla que posa el punt final a la jornada festiva.
A més, des de fa més de 10 anys, en Orpesa s'ha instaurat la "foguera" artística (similar a la festa de les falles de València, però més humil) que sol celebrar-se el cap de setmana més pròxim al dia de Sant Joan. Esta festa, paral·lela a les esmentades anteriorment, consistix en la tradicional "plantà" (muntatge del monument) i la "cremà" amb la destrucció total del monument per les flames, que s'acompanya d'un bonic espectacle pirotècnic. A més, ve sent habitual que es duguen a terme també altres activitats com ara una revetla o l'exhibició de balls folklòrics.
- Festes de Sant Jaume.

En honor del patró de la població. 25 de juliol. Se celebra durant uns cinc dies, sent el dia 25 de juliol el de festa major i englobant. Generalment, solen celebrar-se actes taurins, pirotècnics i revetlles.
- Mare de Déu de la Paciència. Festa Patronal. No té data fixa però s'inicia el dissabte anterior al primer diumenge d'octubre (dia gran) i finalitza el segon diumenge d'octubre. S'hi fan processons, l'ofrena, espectacles taurins, pirotècnics, de tir i arrossegament, revetlles i concerts.

## Política i govern

### Composició de la Corporació Municipal
El Ple de l'Ajuntament està format per 17 regidors. En les eleccions municipals de 28 de maig de 2023 foren elegits 7 regidors del Partit Socialista del País Valencià (PSPV-PSOE), 6 del Partit Popular (PP),2 de Vox (Vox), 1 de Ciutadans-Partit de la Ciutadania (Ciutadans) i 1 de Acord per Guanyar Orpesa.
| Eleccions municipals de 26 de maig de 2023 - Orpesa |                                               |                                     |                                     |         |          |          |
| Candidatura | Candidatura                                   | Candidatura                         | Cap de llista                       | Vots    | Vots     | Regidors |
| | Partit Socialista del País Valencià-PSOE      |                                     | Maria Jiménez Roman                 | 1587    | 39,06%   | 7 (+2)   |
| | Partit Popular                                |                                     | Rafael Herminio Albert Roca         | 1255    | 30,89%   | 6 (+1)   |
| | Vox                                           |                                     | Juan Antonio García                 | 437     | 10,75%   | 2 (+2)   |
| | Ciutadans - Partit de la Ciutadania           |                                     | María Araceli de Moya Sancho        | 313     | 7,7%     | 1 (-1)   |
| | Coalició Compromís - Acord per Guanyar Orpesa |                                     | David Ribés Gozalbo                 | 308     | 7,58%    | 1 ()     |
| | Altres candidatures                           |                                     |                                     | 134     | 9,62%    | 0 ()     |
| | Vots en blanc                                 |                                     |                                     | 20      | 0,58%    |          |
| Total vots vàlids i regidors | Total vots vàlids i regidors                  | Total vots vàlids i regidors        | Total vots vàlids i regidors        | 3.430   | 100 %    | 17       |
| | Vots nuls                                     | Vots nuls                           | Vots nuls                           | 18      | 0,52%    |          |
| Participació (vots vàlids més nuls) | Participació (vots vàlids més nuls)           | Participació (vots vàlids més nuls) | Participació (vots vàlids més nuls) | 3.448   | 61,19%** |          |
| Abstenció | Abstenció                                     | Abstenció                           | Abstenció                           | 2.187*  | 38,81%** |          |
| Total cens electoral | Total cens electoral                          | Total cens electoral                | Total cens electoral                | 10.635* | 100 %**  |          |
| Alcaldessa: María Araceli de Moya Sancho (Ciudadanos) (15/06/2019) Per majoria absoluta dels vots dels regidors (7 vots: 6 de PPCV, 2 de Vox i 1 Ciudadanos) |                                               |                                     |                                     |         |          |          |
| Fonts: JEC, JEZ Castelló, M. Interior, Periòdic Ara. (* No són vots sinó electors. ** Percentatge respecte del cens electoral.)                              |                                               |                                     |                                     |         |          |          |

El Ple de l'Ajuntament està format per 13 regidors. En les eleccions municipals de 26 de maig de 2019 foren elegits 5 regidors del Partit Socialista del País Valencià (PSPV-PSOE), 5 del Partit Popular (PP), 2 de Ciutadans-Partit de la Ciutadania (Ciutadans) i 1 de Coalició Compromís.
| Eleccions municipals de 26 de maig de 2019 - Orpesa |                                               |                                     |                                     |         |          |          |
| Candidatura | Candidatura                                   | Candidatura                         | Cap de llista                       | Vots    | Vots     | Regidors |
| | Partit Socialista del País Valencià-PSOE      |                                     | Maria Jiménez Roman                 | 1587    | 39,06%   | 5 (+3)   |
| | Partit Popular                                |                                     | Rafael Herminio Albert Roca         | 1255    | 30,89%   | 5 (-1)   |
| | Ciutadans - Partit de la Ciutadania           |                                     | María Araceli de Moya Sancho        | 313     | 7,7%     | 2 ()     |
| | Coalició Compromís - Acord per Guanyar Orpesa |                                     | Èric Traver Casañ                   | 390     | 7,58%    | 1 (-1)   |
| | Altres candidatures                           |                                     |                                     | 134     | 9,62%    | 0 ()     |
| | Vots en blanc                                 |                                     |                                     | 20      | 0,58%    |          |
| Total vots vàlids i regidors | Total vots vàlids i regidors                  | Total vots vàlids i regidors        | Total vots vàlids i regidors        | 3.430   | 100 %    | 17       |
| | Vots nuls                                     | Vots nuls                           | Vots nuls                           | 18      | 0,52%    |          |
| Participació (vots vàlids més nuls) | Participació (vots vàlids més nuls)           | Participació (vots vàlids més nuls) | Participació (vots vàlids més nuls) | 3.448   | 61,19%** |          |
| Abstenció | Abstenció                                     | Abstenció                           | Abstenció                           | 2.187*  | 38,81%** |          |
| Total cens electoral | Total cens electoral                          | Total cens electoral                | Total cens electoral                | 10.635* | 100 %**  |          |
| Alcaldessa: María Araceli de Moya Sancho (Ciudadanos) (15/06/2019) Per majoria absoluta dels vots dels regidors (7 vots: 6 de PPCV, 2 de Vox i 1 Ciudadanos) |                                               |                                     |                                     |         |          |          |
| Fonts: JEC, JEZ Castelló, M. Interior, Periòdic Ara. (* No són vots sinó electors. ** Percentatge respecte del cens electoral.)                              |                                               |                                     |                                     |         |          |          |

### Alcaldia
| Període   | Nom                                                                | Partit               |
| --------- | ------------------------------------------------------------------ | -------------------- |
| 1979-1983 | Francisco Garrido Gual                                             | UCD                  |
| 1983-1987 | Francisco Garrido Gual                                             | GIO                  |
| 1987-1991 | Francisco Garrido Gual                                             | GIO                  |
| 1991-1995 | Julián Moreno Navarro                                              | GIO                  |
| 1995-1999 | Rafael Herminio Albert Roca                                        | PP                   |
| 1999-2003 | Francisco Garrido Gual                                             | UV                   |
| 2003-2007 | Rafael Herminio Albert Roca                                        | PP                   |
| 2007-2011 | Rafael Herminio Albert Roca                                        | PP                   |
| 2011-2015 | Rafael Herminio Albert Roca                                        | PP                   |
| 2015-2019 | Rafael Herminio Albert Roca                                        | PP                   |
| 2019-2023 | María Jiménez Román (2019-2021) Araceli de Moya Sancho (2021-2023) | PSPV-PSOE+Ciudadanos |
| 2023-     | Araceli de Moya Sancho                                             | Ciudadanos           |